# Handball-Panamerikameisterschaft der Männer
Die Handball-Panamerikameisterschaft der Männer (offiziell: PanAmericano) war ein Wettbewerb im Hallenhandball, der vom gesamtamerikanischen Handballverband, der Pan-American Team Handball Federation, seit 1980 in regelmäßigen Abständen, seit 1994 in geraden Jahren, ausgetragen wurde. Im Turnier wurde unter den Männer-Handballnationalmannschaften des amerikanischen Kontinents der Panamerikameister ermittelt. Außerdem qualifizierte sich der Sieger für die nächste Weltmeisterschaft oder das nächste olympische Handballturnier. Später stieg die Zahl der Qualifikanten für die WM auf drei Teilnehmer.
Die erste Panamerikameisterschaft fand 1980 in Mexiko-Stadt statt. Insgesamt wurde das Turnier achtzehn Mal ausgetragen, zuletzt 2018 in Grönland. Rekordsieger mit acht Erfolgen in Serie zwischen 1980 und 1998 ist Kuba; letzter Panamerikameister war Argentinien.
Die Panamerikameisterschaften wurden abgelöst von den Süd- und zentralamerikanischen Handballmeisterschaften und den Nordamerikanischen und karibischen Handballmeisterschaften.

## Turniere
| Jahr | Austragungsort                   | Gold        | Silber      | Bronze      |
| ---- | -------------------------------- | ----------- | ----------- | ----------- |
| 1980 | Mexiko-Stadt, Mexiko             | Kuba        | Kanada      | USA         |
| 1981 | Buenos Aires, Argentinien        | Kuba        | Brasilien   | USA         |
| 1984 | Colorado Springs, USA            | Kuba        | USA         | Kanada      |
| 1985 | Manaus, Brasilien                | Kuba        | USA         | Brasilien   |
| 1989 | Pinar del Río, Kuba              | Kuba        | Brasilien   | USA         |
| 1994 | Santa Maria, Mexiko              | Kuba        | Brasilien   | USA         |
| 1996 | Colorado Springs, USA            | Kuba        | Argentinien | USA         |
| 1998 | Havanna, Kuba                    | Kuba        | Argentinien | Brasilien   |
| 2000 | São Bernardo do Campo, Brasilien | Argentinien | Kuba        | Brasilien   |
| 2002 | Buenos Aires, Argentinien        | Argentinien | Brasilien   | Grönland    |
| 2004 | Santiago de Chile, Chile         | Argentinien | Brasilien   | Kanada      |
| 2006 | Aracaju, Brasilien               | Brasilien   | Argentinien | Grönland    |
| 2008 | São Carlos, Brasilien            | Brasilien   | Argentinien | Kuba        |
| 2010 | Santiago, Chile                  | Argentinien | Brasilien   | Chile       |
| 2012 | Buenos Aires, Argentinien        | Argentinien | Brasilien   | Chile       |
| 2014 | Montevideo, Uruguay              | Argentinien | Brasilien   | Chile       |
| 2016 | Buenos Aires, Argentinien        | Brasilien   | Chile       | Argentinien |
| 2018 | Nuuk, Grönland                   | Argentinien | Brasilien   | Chile       |